# Nomenclature EC
La nomenclature EC (EC est le sigle de Enzyme Commission numbers, la Commission des enzymes) est une classification numérique des enzymes, basée sur la réaction chimique qu'elles catalysent. En tant que système de nomenclature des enzymes, chaque numéro EC est associé à un nom recommandé pour l'enzyme correspondante.

## Format
Chaque code d'enzyme consiste en les lettres majuscules « EC » suivies de quatre nombres séparés par des points. Ces nombres représentent chacun une étape dans la précision de la classification de l'enzyme.
Par exemple, l'enzyme tripeptide aminopeptidase a le code EC 3.4.11.4 qui est construit comme suit : 3 signifie une hydrolase (enzymes qui utilisent l'eau pour détruire une autre molécule), 3.4 signifie hydrolases agissant sur des liens peptidiques, 3.4.11 implique celles qui détachent un acide aminé amino-terminal d'un polypeptide et 3.4.11.4 implique celles qui détachent cet acide aminé amino-terminal d'un tripeptide.
Les quatre nombres de la nomenclature EC des enzymes désignent chacun une caractéristique de l'enzyme qui permet de l'identifier. Le premier nombre de la nomenclature EC indique le type de réaction catalysée, le second le substrat général impliqué lors de la réaction, le troisième le substrat spécifique impliqué et le quatrième le numéro de série de l'enzyme.
Le niveau supérieur de cette classification est :
- EC 1 Oxydo-réductases : catalysent les réactions d'oxydo-réduction comme les oxygénases
- EC 2 Transférases : transfèrent un groupement fonctionnel (par exemple un groupe méthyle ou phosphate)
- EC 3 Hydrolases : catalysent l'hydrolyse de diverses liaisons
- EC 4 Lyases : brisent diverses liaisons par d'autres procédés que l'hydrolyse et l'oxydation
- EC 5 Isomérases : catalysent les réactions d'isomérisation dans une simple molécule
- EC 6 Ligases : joignent deux molécules par des liaisons covalentes
- EC 7 Translocases (en) : transportent une autre molécule, par exemple à travers une membrane

La nomenclature complète peut être vue à l'adresse http://www.chem.qmul.ac.uk/iubmb/enzyme/
Au sens strict du terme, la nomenclature EC ne spécifie pas d'enzymes, mais des réactions catalysées par des enzymes. Des enzymes provenant de différents organismes et catalysant la même réaction reçoivent le même code EC. Pour identifier de manière unique une protéine par sa séquence d'acides aminés, on peut utiliser les identifiants Swiss-Prot et la base ENZYME (http://www.expasy.org/enzyme) qui regroupe codes EC, identifiants Swiss-Prot, liens vers d'autres base et références bibliographiques.

## Histoire
La nomenclature des enzymes a été développée à partir de 1955, lorsque le Congrès International de Biochimie à Bruxelles a créé l’Enzyme Commission (Commission des Enzymes). Sa première version fut publiée en 1961. La sixième, publiée par l'Union internationale de biochimie et de biologie moléculaire (IUBMB) en 1992, contient 3 196 enzymes différentes. En août 2018, l'IUBMB a modifié ce système en ajoutant une septième catégorie (EC 7) contenant les translocases (en).